# Cantón Balzar
Balzar es un cantón del norte de la provincia del Guayas en la República del Ecuador. Su cabecera cantonal es la ciudad  de Balzar. La cantonización de Balzar ocurrió bajo la presidencia de Leonidas Plaza Gutiérrez, en el año de 1903, durante el mes de septiembre, cuando el día 16 el Congreso Nacional expide el decreto de cantonización, que se ejecuta el 26 del mismo mes.

## Historia
En el siglo XVII, lo que hoy es Balzar pertenecía a un ciudadano español llamado Nicolás de Avilés y era ocupada por ocho a diez casuchas (1794), un plantío de caña de azúcar, propiedad de un señor apellido Troncozo, y por una fábrica de destilación de aguardiente del Señor Olvera. En sus alrededores se encontraban una poza, montes altos y espesos. Estos terrenos que pertenecían al ciudadano de origen español, Nicolás de Avilés, luego fueron vendidos a los Señores Armando Pareja, Bernardo Echever, Nicolás España, Mariano Olvera, Mariano Peña, y un Señor de apellido Jiménez. En 1802 fue construida la primera iglesia que tuvo la población, por un ciudadano alemán; y las campanas de esta que eran de buena calidad fueron donadas por Joanne Echever y la Señora Felicita de Vargas, fundida en Europa en el año 1801.
Según la Cámara Provincial Del Turismo del Guayas Balzar en la antigüedad era un caserío pujante que se proyectaba hacia el futuro, asiento de unas cuantas familias de abolengo que habían llegado en busca de fortuna.
Como principal preocupación tenían las faenas agrícolas; los políticos de la denominación conservadora de ese entonces eran caballeros muy honrados de espíritu  progresista quienes con la cooperación del señor Domingo Caputti y don José Rendón se constituyen en los mentalizados de una grandiosa obra, la construcción del Cementerio General en el año 1893, en recuerdo de cuya obra se lee a la entrada del camposanto una placa de mármol que dice: "Piadosa la tierra de cuyo seno nacimos, cuida nuestras reliquias salvándonos de la profanación, asilo de paz existe a la devoción y a la plegaria de los que sobreviven".

### Gobierno Municipal
La ciudad y el cantón Balzar, al igual que las demás localidades ecuatorianas, se rige por una municipalidad según lo estipulado en la Constitución Política Nacional. La Alcaldía de Balzar es una entidad de gobierno seccional que administra el cantón de forma autónoma al gobierno central. La municipalidad está organizada por la separación de poderes de carácter ejecutivo representado por el alcalde, y otro de carácter legislativo conformado por los miembros del concejo cantonal.

## Economía
El principal producto agrícola de Balzar es el maíz, también produce arroz, entre otros productos agrícolas. La producción de maíz en el cantón es la principal fuente de ingresos económicos de los balzareños, podemos encontrar a lo largo de todo el territorio de este cantón grandes plantaciones de esta gramínea, la misma que tiene un período de cosecha de tres meses. Además tiene una gran variedad de árboles como el palo de balsa, palo de vaca, guachapelí, guayacán, laurel, caoba entre otros.

### Producción
Balzar es una tierra privilegiada que se considera como una zona eminentemente agrícola, ya que la generosidad de la naturaleza lo ha dotado de tierras muy fértiles. El principal producto agrícola del cantón Balzar es el maíz, también se cultiva arroz, hortalizas y frutas dependiendo de la estación. La producción de maíz en el cantón es la principal fuente de ingresos económicos de los balzareños, a lo largo de todo el territorio de este cantón se pueden admirar grandes plantaciones de esta gramínea, la misma que tiene un período de cosecha de tres meses. Además existe una gran variedad de árboles como el palo de balsa, palo de vaca, guachapelí, guayacán, laurel, caoba entre otros. Una de las maneras en que este cantón demuestra su potencial ganadero es en la preparación láctea artesanal de “La Cuajada”,  que se la puede adquirir en el Parque central de la cabecera cantonal. 

## Geografía

### geográfica
El cantón Balzar se encuentra ubicado al margen derecho del río Daule, en la cima de un barranco de 33 metros de altura sobre el río. Tiene una extensión de 2.518 kilómetros cuadrados, su cabecera cantonal tiene una área de 10.280 kilómetros. Está situado en la parte noreste de la provincia del Guayas.

#### Cantones limítrofes con Balzar
Al Norte, cantón El Empalme.
Al Sur, cantón Colimes.
Al Este, la provincia de Los Ríos.
Al Oeste con la provincia de Manabí
| Noroeste: Pichincha      | Norte: El Empalme | Noreste: El Empalme     |
| Oeste: Santa Ana, Olmedo |                   | Este: Mocache, Palenque |
| Suroeste: Colimes        | Sur: Colimes      | Sureste: Vinces         |

## Atractivo turístico
Unos de los lugares turísticos son el Malecón Mirador del Tamarindo, cuenta con espacios recreativos y un bar para atención del público
Parador turísticos “La Cascada del Salto”, en la ribera derecha del río Balzar, con un entorno paisajístico maravilloso.
Parador Turístico Alejandro Briones, tiene en su infraestructura dos piscinas, baños, duchas, estacionamiento, bar y restaurante de comidas típicas.
Proyecto Parador Turístico “Patricia Pilar”, con cuatro piscinas, cabañas, hotel, jacuzzi, toboganes, restaurante, juegos y canchas deportivas.
Cuando visite esta hermosa localidad no se olvide de solicitar la famosa “Chucula de maduro”, plato vernáculo de la gastronomía de esta comunidad, elaborado en base de maduro y leche.

### Turismo
La Iglesia de San Jacinto, que está ubicada en la cabecera cantonal en la calle 26 de septiembre frente al parque Central. Tiene un estilo historicista, los domingos la Iglesia está abierta desde las 7 de la mañana hasta las 10 de la mañana y para las misas vespertinas a las 6 de la tarde hasta las 7 de la noche. Para quienes deseen refrescarse pueden optar por visitar las playas de agua dulce en el cantón, las que sobre todo se pueden disfrutar durante el verano (entre los meses de mayo a diciembre) Existen actividades programadas como la Exposición Nacional de Ganadería en el Recinto Ferial de Balzar, de la Asociación de Ganaderos del Litoral y Galápagos (calle Guayas G1); la misma que se realiza todos los años un día cualquiera del mes de mayo. El Rodeo Montubio, es un evento que se realiza en las diversas haciendas organizadoras dos veces por año. Para el día de la Raza (12 de octubre) y Fiestas Patronales (16 de agosto). Complementada con actividades como la elección de la Criolla Bonita, elección del Mejor Jinete, maniobras con soga y exposición de Ganado.

## Fiestas
Las fiestas tradicionales en Balzar son las siguientes:
Fiesta de cantonización: se lleva a cabo como fecha cumbre el 26 de septiembre, pero empieza desde el 1.º del mes con el pregón estudiantil y barrial donde participan todas las instituciones educativas, barrios y organizaciones. Culmina el 26 de septiembre con un desfile cívico militar que recorre las avenidas principales de la ciudad. La noche del 26 de septiembre se realiza un baile público con artistas invitados nacionales e internacionales.
Fiestas Patronales: se celebran durante el mes de agosto en honor al patrono de la ciudad SAN JACINTO. Es un mes de festividades que incluye feria ganadera, festival artístico, cabalgatas y culmina con la misa solemne, velada artística y fuegos artificiales el 16 de agosto

## Gastronomía
Los alimentos tradicionales y de mayor consumo en Balzar son el queso criollo, los bollos de verde y la chucula (preparada a base de maduro y leche).